# 실질객관영화
《실질객관영화》는 무적핑크가 네이버 웹툰에서 연재한 웹툰이다.